# Borovo (ort i Bulgarien, Ruse)
Borovo (bulgariska: Борово) är en ort i Bulgarien.   Den ligger i kommunen Obsjtina Borovo och regionen Ruse, i den centrala delen av landet, 220 km öster om huvudstaden Sofia. Borovo ligger 241 meter över havet och antalet invånare är 2 467.
Terrängen runt Borovo är platt norrut, men söderut är den kuperad. Närmaste större samhälle är Polski Trămbesj, 17,7 km sydväst om Borovo.
Trakten runt Borovo består till största delen av jordbruksmark. Runt Borovo är det ganska glesbefolkat, med 42 invånare per kvadratkilometer.